# Pubertat precoç
La pubertat precoç és una pubertat anormalment primerenca, és a dir, que ocorre abans dels vuit anys.

## Tipus i causes
Els desenvolupaments primerencs de pèl púbic, mames, o genitals podria ser normal aquesta precocitat de maduració, però pot succeir que siguen situacions anormals. La pubertat precoç normal en tot sentit menys en l'edat es diu pubertat precoç idiopàtica central. Pot ser parcial o total. La pubertat central pot ocórrer prematurament si el sistema inhibitori del cervell es danya, produeix pulsàtilment hormona gonadotropina (GnRH). El desenvolupament sexual secundari induït per esteroides sexuals d'altres fonts anormals (per tumors gonàdics o adrenals, hiperplàsia congènita adrenal, etc.) s'anomena pubertat precoç perifèrica o pseudopubertat precoç.

## Significats clínics
El desenvolupament sexual precoç necessita imperiosament una avaluació a causa de:
1. induir primerenca maduració d'oss i reduir eventualment l'altura d'adult,
2. causar problemes socials significatius,
3. indicar la presència d'un tumor o d'altres problemes seriosos.

## Mesuraments
No hi ha un límit d'edat prefixat per a separar els processos sexuals normals dels anormals, però els següents models d'edats poden minimitzar el risc de perdre l'estudi de problemes significatius:

### En el nen
- Borrissol púbic o allargament de genitals en xiquets per sota dels 7 als 10 anys.
- Desenvolupament de mames en xiquets (masculins) abans de l'aparició de borrissol púbic i de l'allargament de testicles.

### En la nena
- Borrissol púbic abans dels 8 o desenvolupament de mames en xiquetes (femení) per sota dels 7 anys.
- Menarquia (hemorràgia ginecològica per ovulació) en xiquetes abans dels 9 a 11 anys.

## Causes suggerides
- Estrògens en l'ambient (ingesta de medicaments, aliments contaminats amb estrògens)
- Estil de vida sedentari.
- Obesitat.

## Altres avisos
El diagnòstic mèdic i la seua avaluació és necessari per a reconèixer a aquells infants amb condicions severes de salut, d'aquells que ingressen a la pubertat precoç sent normals en salut.
Els xiquets (especialment les xiquetes) amb obesitat són més propensos a madurar físicament més primerenc.
La pubertat precoç pot fer a una xiqueta capaç de concebre a molt primerenques edats. Ambdós sexes poden ser pares abans dels 10 anys. La mare més prematura registrada fou Lina Medina, que va parir als 5 anys, 7 mesos i 21 dies.